# Slag bij Cutanda
Op 17 juni 1120 werd de Slag bij Cutanda gevoerd tussen voornamelijk troepen uit Aragón en Navarra, onder Alfons I van Aragón en de Almoraviden, aangevoerd door de wāli van Sevilla, generaal Ibrahim ibn Yusuf. De veldslag vond plaats in Cutanda, vlak bij Calamocha in de provincie Teruel. De moslims leden een zware nederlaag.
Alfons I werd onder meer bijgestaan door Willem IX van Aquitanië, met 600 lansiers, emir Abd al-Malik Imad ad-Dawla van Rueda (in 1110 verdreven als emir van Zaragoza) en Gaston IV van Béarn. De Almoraviden stonden onder het bevel van Ibrahim ibn Yusuf, de broer van de Almoraviden emir Ali ibn Yusuf. Hij werd bijgestaan door Azzun ibn Galbun, emir van Molina, Ibn Zarada, gouverneur van Lerida, Abu Yaqub Yintan ibn Ali, gouverneur van Murcia en Abu Mohammed ibn Tinagmar al-Lamtuni uit Granada.
Na deze veldslag veroverde Alfons I de steden Calatayud en Daroca.